# Octave Feuillet

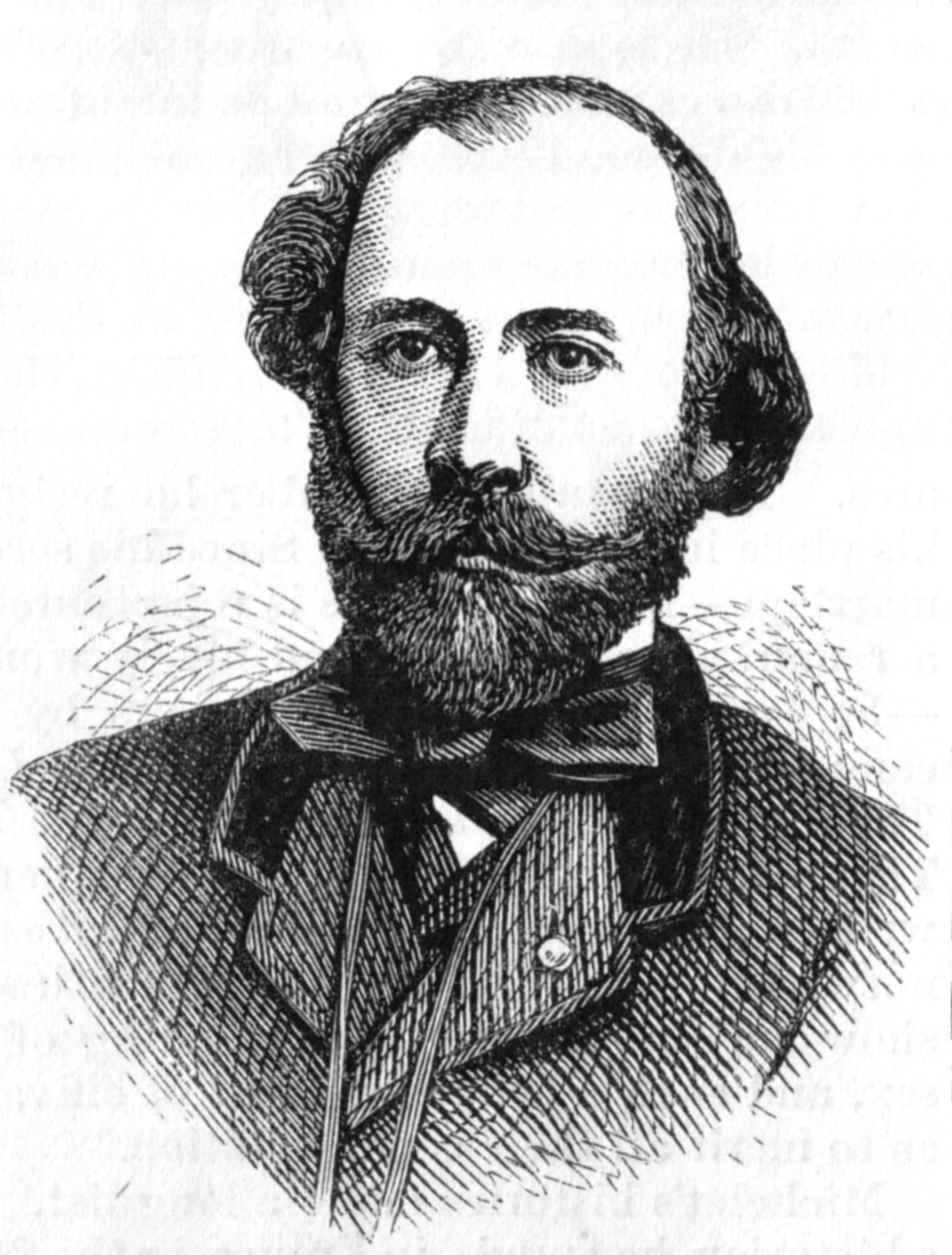
Octave Feuillet

Octave Feuillet (Saint-Lô, Mancha, 11 de agosto de 1821 — 29 de dezembro de 1890) foi um dramaturgo e escritor francês, eleito membro da Academia Francesa de Letras em 1862.